# Москаленки (станция)
Москаленки — железнодорожная станция Омского отделения Западно-Сибирской железной дороги, расположенная в посёлке Москаленки Омской области.

## Общие сведения
Станция предназначена для грузовых работ, осуществляет операции по выдаче и приёму повагонных отправок грузов, а также некоторые аналогичные коммерческие операции и продажу пассажирских билетов, работы с багажом.
Долгое время на станции было три разъездных пути. В 1999 году было построено новое здание вокзала.

## Дальнее следование по станции
По графику 2021 года на станции делают остановку следующие поезда дальнего следования:
| № поезда | Маршрут движения         | № поезда | Маршрут движения         |
| -------- | ------------------------ | -------- | ------------------------ |
| 59       | Новокузнецк — Кисловодск | 60       | Кисловодск — Новокузнецк |
| 97       | Тында — Кисловодск       | 98       | Кисловодск — Тында       |